# Saïd Belhout
Saïd Belhout (en arabe : سعيد بلحوت) né le 16 avril 1975 à Tiaret est un athlète algérien, spécialiste du marathon.

## Biographie
Il a participé aux Jeux olympiques d'été de 2004 à Athènes.

## Palmarès
| Date | Compétition                                          | Lieu               | Résultat | Épreuve         | Temps   |
| ---- | ---------------------------------------------------- | ------------------ | -------- | --------------- | ------- |
| 1994 | Championnats du monde de semi-marathon               | Oslo               | Inconnu  | semi-marathon   | Inconnu |
| 2000 | Championnats du monde de semi-marathon               | Veracruz           | 50e      | semi-marathon   | 1:08.46 |
| 2001 | Semi-marathon de Longeville-sur-Mer                  | Longeville-sur-Mer | 3e       | semi-marathon   | 1:04.14 |
| 2001 | Championnats du monde de semi-marathon               | Bristol            | 49e      | semi-marathon   | 1:03.58 |
| 2002 | Semi-marathon de Vitry-sur-Seine                     | Vitry-sur-Seine    | 14e      | semi-marathon   | 1:05.05 |
| 2002 | Semi-marathon de Lille                               | Lille              | 14e      | semi-marathon   | 1:05.05 |
| 2002 | Semi-marathon de Saint-Denis                         | Saint-Denis        | 7e       | semi-marathon   | 1:04.24 |
| 2002 | Marathon d'Eindhoven                                 | Eindhoven          | 14e      | marathon        | 2:20.59 |
| 2003 | Championnats du monde de semi-marathon               | Vilamoura          | 22e      | semi-marathon   | 1:03.48 |
| 2003 | Championnats d'Afrique du Nord                       | Tripoli            | 2e       | semi-marathon   | 1:02.27 |
| 2003 | Semi-marathon de La Coulée Verte                     | Niort              | 4e       | semi-marathon   | 1:02.40 |
| 2003 | Championnats d'Afrique du Nord de course de campagne | Inconnu            | 3e       | longue distance | Inconnu |
| 2004 | Jeux olympiques                                      | Athènes            | 49e      | marathon        | 2:22.32 |
| 2004 | Semi-marathon de Chassieu                            | Chassieu           | 5e       | semi-marathon   | 1:04.30 |
| 2004 | Jeux panarabes                                       | Alger              | 2e       | semi-marathon   | 1:05.45 |
| 2004 | Marathon de Paris                                    | Paris              | 9e       | marathon        | 2:13.37 |
| 2005 | Jeux méditerranéens                                  | Almería            | 1er      | semi-marathon   | 1:05.01 |
| 2005 | Semi-marathon d'Oran                                 | Oran               | 1er      | semi-marathon   | 1:02.48 |
| 2005 | Championnats du monde d'athlétisme                   | Helsinki           | DNF      | marathon        | -       |
| 2005 | Jeux de la solidarité islamique                      | Mecque             | 2e       | marathon        | 2:21.16 |
| 2005 | Championnats du monde de cross-country               | Saint-Galmier      | 50e      | longue distance | 38.21   |
| 2006 | Corrida de Houilles                                  | Houilles           | 13e      | 10 km           | 29.48   |
| 2006 | Championnats du monde de cross-country               | Fukuoka            | 59e      | longue distance | 38.06   |

### Records personnels
- semi marathon - 1:02.40 (19 octobre 2003)
- marathon - 2:13.37 (4 avril 2004)